# Wielka Mała
Wielka Mała (biał. Вялікая Малая, Wialikaja Małaja; ros. Велика Малая, Wielika Małaja) – wieś na Białorusi, w obwodzie brzeskim, w rejonie kamienieckim, w sielsowiecie Widomla.

## Historia
Dawniej wsie Wielka Wielka i Wielka Mała stanowiły jedną wieś o nazwie Wielka.
W dwudziestoleciu międzywojennym Wielka leżała w Polsce, w województwie poleskim, w powiecie brzeskim, w gminie Kamieniec Litewski. W 1921 miejscowość liczyła 141 mieszkańców, zamieszkałych w 30 budynkach, w tym 104 Białorusinów i 37 Polaków. 105 mieszkańców było wyznania prawosławnego i 36 rzymskokatolickiego.
Po II wojnie światowej w granicach Związku Sowieckiego. Od 1991 w niepodległej Białorusi.